# Frankfurter Bad

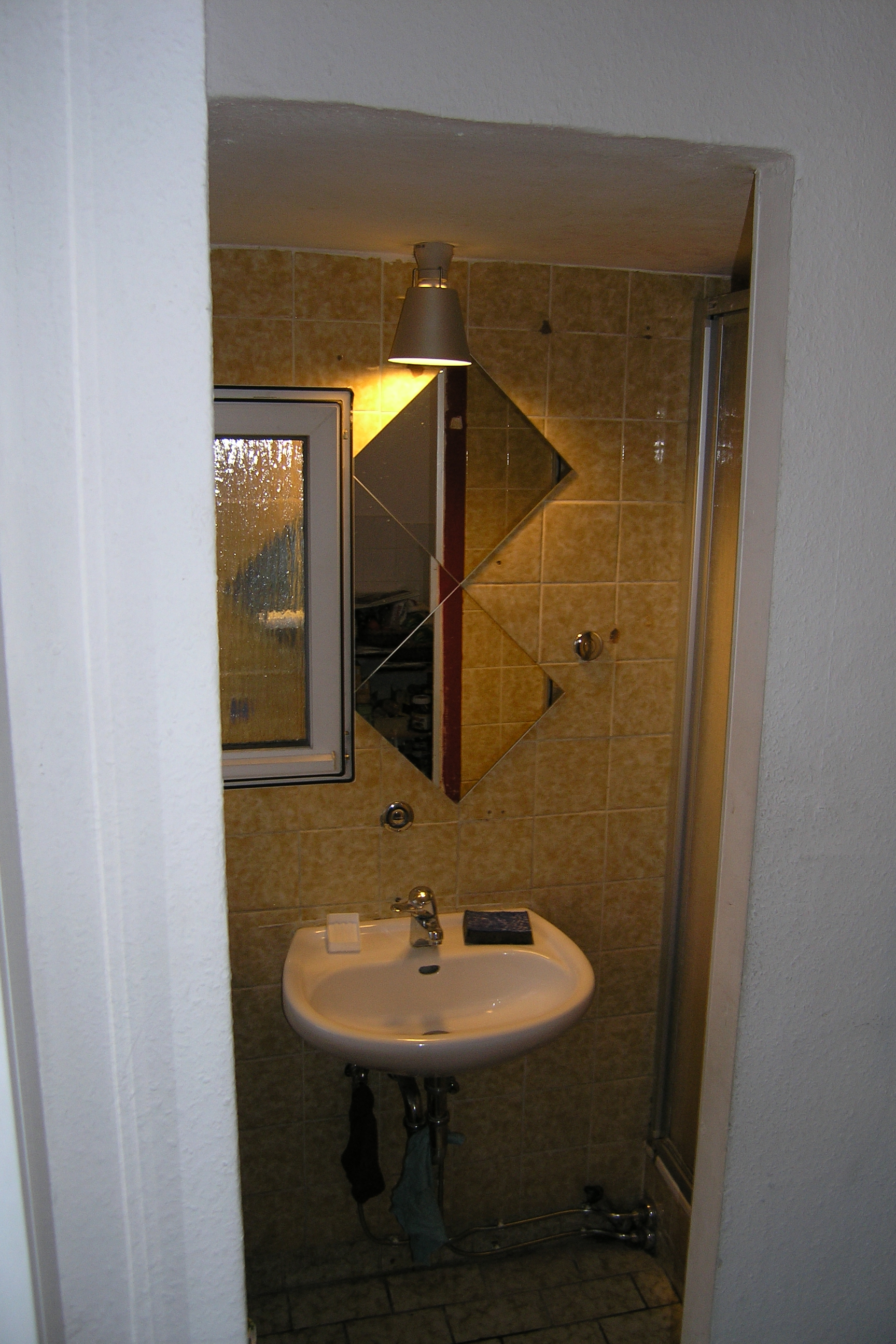
Frankfurter Bad, abgehend von einer Küche

Das Frankfurter Bad bezeichnet den Teil einer Wohnungseinteilung aus den Anfängen des 20. Jahrhunderts, in der Badewanne bzw. Dusche in einer Nische der Küche oder manchmal des Schlafraums angesiedelt ist.

## Beschaffenheit
Diese Nische war durch Vorhang oder Schiebetür vom anderen Zimmer abgetrennt. Die Badewanne war fest installiert, und manchmal war in der Nische auch ein Badeofen untergebracht. Ausgangspunkt für diese architektonische Besonderheit war die Tatsache, dass der Bade- und Waschvorgang noch hauptsächlich im Zuber in der Küche stattfand, sowie Bauvorschriften für Mietshäuser aus den 1880er Jahren. Zudem sollte das Zimmer oder die Nische beheizbar sein und über einen Wasseranschluss verfügen, was hauptsächlich in der Küche gegeben war. Dadurch konnte diese Form des Badezimmers nachträglich meist leichter eingebaut werden als ein separates Badezimmer an anderer Stelle der Wohnung.

## Bedeutung
Das Innovative an dieser Lösung bestand im Hinblick auf die zu dieser Zeit übliche Wohnsituation darin, dass ein in der Wohnung fest installierter belüfteter Sanitärbereich getrennt vom WC vorhanden war. Üblich – gerade im städtischen Bereich – waren unbeheizte Toiletten im Treppenhaus oder gar im Hof oder im Garten. Das nun in der Wohnung vorhandene „Wasserclosett“ stellte für das Großbürgertum einen echten Fortschritt und standesgemäßen Luxus dar und war Teil eines innovativen Wohnkonzepts mit einem Wohnungsgrundriss, in dem alle Räume von einem Zentralflur gesondert zugänglich waren. Auch heutzutage weisen noch viele Altbauten in Frankfurt am Main und Umgebung diese Ausstattung auf.